# Le Cercle de la croix
Le Cercle de la croix est un roman policier historique britannique de Iain Pears publié en 1997. 
L'action se situe en 1663 en Angleterre, principalement à Oxford. C'est ce roman en particulier qui a contribué à rendre célèbre l'auteur.

## Résumé

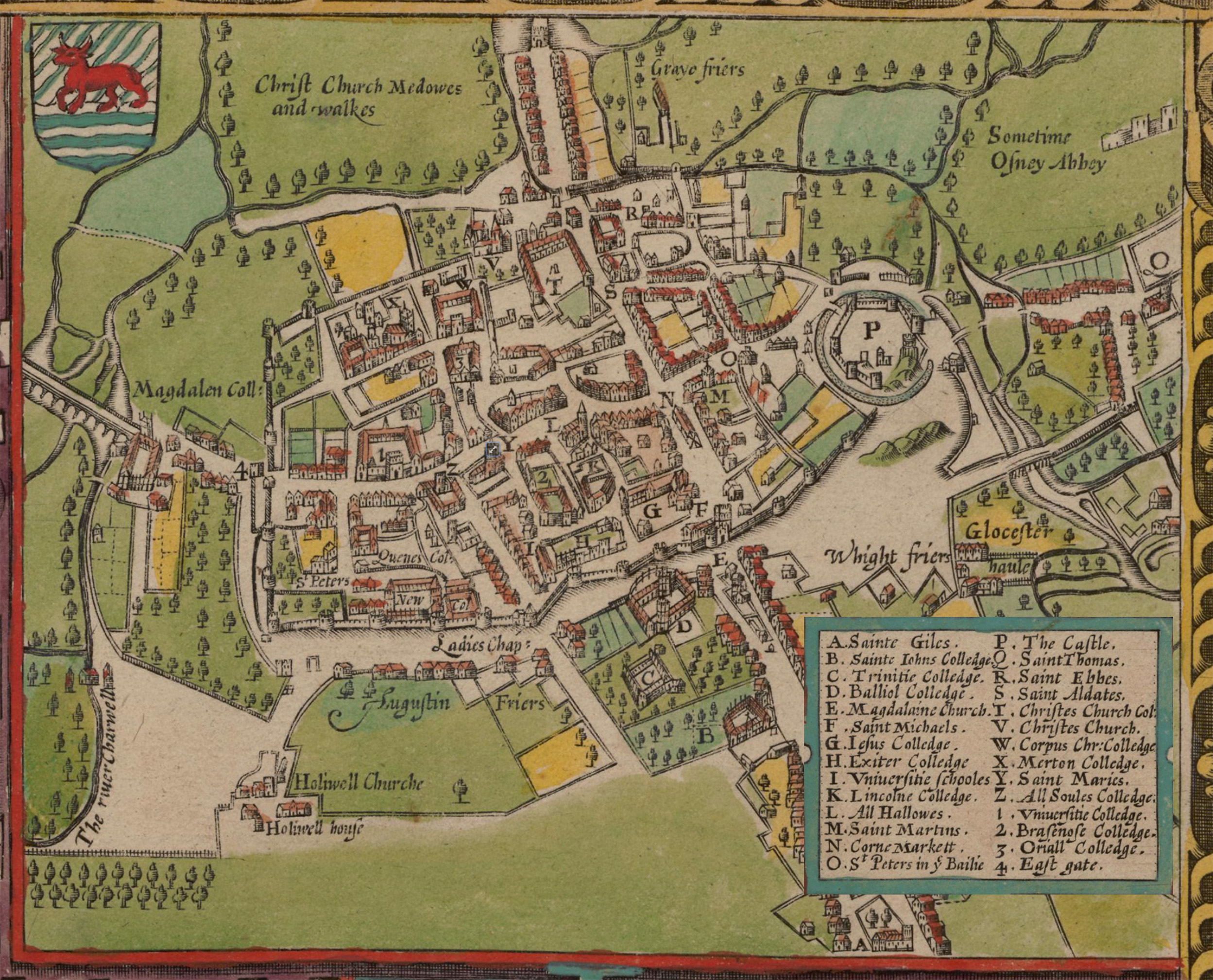
Plan de la ville d'Oxford en 1605 (Le Nord est en bas de la carte.)

L'action se déroule en 1663 à l'université d'Oxford, dans les premières années du règne de Charles II, peu après la guerre civile et le rétablissement des Stuart. Plusieurs protagonistes du roman ont réellement vécu, comme John Wallis, mathématicien, John Locke, philosophe, Anthony Wood (dans le roman, il se nomme toutefois “John” Wood). De manière plus anecdotique, y apparaissent aussi les scientifiques Robert Boyle et Richard Lower, l'espion John Thurloe, et l'inventeur Samuel Morland (en).
Le premier narrateur, un commerçant vénitien nommé Marco da Cola, narre le meurtre du professeur Grove. L'autopsie de la victime montre que cette mort est due à un empoisonnement à l'arsenic. Rapidement, les soupçons se tournent vers sa servante, la jeune Sarah Blundy, qui est arrêtée, jugée, condamnée et exécutée. Sa mission en Angleterre n'ayant pas abouti, Marco da Cola retourne en Italie.

## Structure
La particularité du roman est sa division en quatre. Dès la conclusion de l'action, le lecteur est invité à relire intégralement l'histoire du point de vue d'un autre narrateur, Jack Prescott, fils d'un traître mort en exil. Ce deuxième récit laisse la place à un troisième, du point de vue du Dr John Wallis, mathématicien dont la mission officieuse est de veiller à la sécurité du royaume. Enfin un quatrième récit, celui de John Wood, jeune historien travaillant à l'université, apporte un éclairage nouveau quant au déroulement de l'histoire.
Le talent de Iain Pears est de raconter la même histoire perçue de quatre manières différentes. Ainsi, Marco da Cola, étranger en terre anglaise, juge les autres protagonistes en fonction de l'accueil que chacun de ceux-ci lui fait personnellement. Jack Prescott, en tant que fils d'un réprouvé, éprouve une paranoïa maladive envers tous les autres personnages, paranoïa qui le conduira d'ailleurs à la fin de l'action dans un asile d'aliénés. Le Dr Wallis, espion au service de la Couronne, voit d'un mauvais œil toute menace potentielle contre la sécurité de l'État et en particulier du roi.
Enfin, John Wood révèle les aspects que les autres narrateurs n'ont pas soupçonnés ou voulu révéler. On y apprend la vérité sur la mort de Sarah, sur la mort de Robert Grove et surtout sur le statut réel et la mission cachée de Marco da Cola. Ce dernier venait en effet en Angleterre non point essentiellement pour des raisons commerciales et familiales, mais aussi pour effectuer une mission à caractère religieux et politique d'une importance extrême, à l'époque où l'opposition entre anglicanisme et catholicisme menaçait la stabilité du Royaume-Uni.

## Réception et critique
Le Cercle de la croix a été salué de manière enthousiaste par de nombreux critiques. L'œuvre a été comparée plusieurs fois au Nom de la Rose d'Umberto Eco,, bien que cette comparaison semble inappropriée à l'auteur.